# Exorhopala
Exorhopala es un género monotípico de plantas parásitas, perteneciente a la familia Balanophoraceae. Su única especie: Exorhopala ruficeps (Ridl.) Steenis, es originaria de la Península de Malaca. 

## Descripción
Exorhopala ruficeps es una rara planta parásita que es un endemismo de la Península de Malasia que fue originalmente descrita como Rhopalocnemis y más tarde emplazada en su propio género monotípico por su original inflorescencia.

## Taxonomía
El género fue descrito por Carlos Linneo  y publicado en Handel. Zesde Ned.-Ind. Natuurwetensch. Congr., Bandoeng (Java) 470. 1931.
Sinonimia
- Helosis ruficeps (Ridl.) Eberwein
- Rhopalocnemis ruficeps Ridl.[3]